# Аміна Кайтаз
Аміна Кайтаз (31 грудня 1996) — боснійська плавчиня.
Учасниця Олімпійських Ігор 2016 року.